# Hom (Einheit)
Hom war ein französisches Flächenmaß für Weinberge in der Region Lyon.
- 1 Hom = 65 1/3 Toise2 = 431,1 Quadratmeter